# I Eat Them for Breakfast
I Eat Them For Breakfast è un album di Micky Moody, pubblicato nel 2000 per l'Etichetta discografica Armadillo.

## Tracce

### CD1
1. On Common Ground (Moody, Marsden) – 4:48
2. Alimony (Jones, Young, Higginbotham) – 4:51
3. Delta bluesman (Moody) - 4:08
4. Mixed-Up Blues (Moody) – 2:29
5. My Lady Friend (Marsden) – 3:27
6. 14-String Rag (Moody) – 2:19
7. Me And My Guitar (Russel, Blackwell) – 3:39
8. Just Leave Me Alone (Moody) – 3:50
9. Turning Point (Part 1-5) (Moody, Marsden, Airey, Murray, Lingwood) – 10:09
10. Obsession (Moody, Marsden, Hart) – 3:16
11. Let this Boy Boogie (Moody) – 3:41
12. My Word For Trouble (W.O.M.A.N.) (Moody, Marsden) – 4:24
13. Jurney Home (Moody) – 2:20

## Formazione
- Micky Moody – chitarra, voce
- Bernie Marsden – chitarra, voce
- Andy Pyle – basso
- Henry Spinetti – batteria
- Jon Lingwood – batteria
- Don Airey - tastiere
- Paul Williams - voce
- Robert Hart - voce
- Paul Jones – armonica